# Filtrazione a letto di manganese
La filtrazione a letto di manganese o filtrazione greensand è una tecnologia di depurazione della acque inquinate. Consiste in un sistema convenzionale di filtrazione
contenente sabbia verde di manganese al posto di quella tradizionale dei filtri a letto di sabbia. Studi dimostrano che la filtrazione a sabbia verde rimuove fino al 56% di radio.

## Meccanismo
La sabbia ha una speciale copertura di ossido di manganese, che ossida il ferro disciolto in acqua al contatto con il filtro. Questo precipita sul letto del filtro, generando rifiuti fangosi e surnatanti provenienti dal riflusso del filtro. Il filtro viene lavato dalle particelle precipitate ad
intervalli di pochi giorni. Il mantenimento della forza ossidante del filtro è ottenuta mediante aggiunta di KMnO4 durante ogni ciclo di lavaggio. Il filtro è a doppio strato. La parte alta e a granulometria grossa intrappola le particelle più grandi; la parte bassa, a granulometria fine, rimuove le tracce Fe e di Mn.
Viene rimosso anche qualsiasi residuo di permanganato.

## Applicazioni
- Pre-trattamento per impianti a resine a scambio ionico
- Trattamento nel settore industriale e nella potabilizzazione di acque ad uso civile

## Vantaggi
- La filtrazione a letto di manganese è una tecnica di filtrazione classica e consolidata
- Permette un buon trattamento dei radionuclidi

## Svantaggi
- L'acqua deve avere un pH tra 6.7 e 8.8.
- Per avere un'applicazione ottimale il materiale da trattare deve avere una concentrazione inferiore a 15 ppm di Fe e Mn combinati.
- La massima rimozione pratica di H2S è 15 ppm.
- L'acqua non dovrebbe contenere tannini e oli.